# Axel Clerget

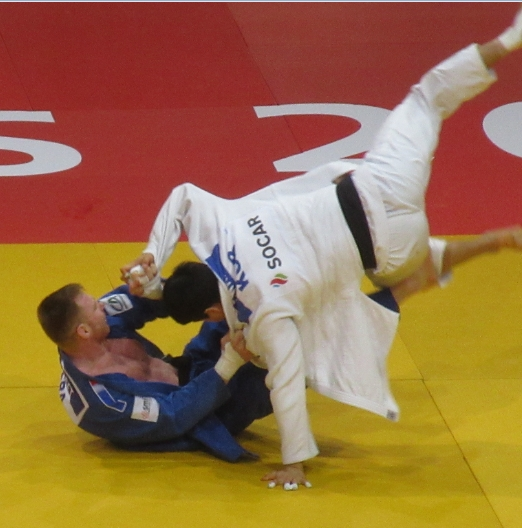
Axel Clerget (in blau) beim Grand Slam in Paris 2018

Axel Clerget (* 28. Februar 1987 in Saint-Dizier) ist ein französischer Judoka. Er war Weltmeisterschaftsdritter 2018 und 2019. 2021 wurde er Olympiasieger mit der Mixed-Mannschaft.

## Sportliche Karriere
Axel Clerget trat von 2004 bis 2011 im Halbmittelgewicht an, der Gewichtsklasse bis 81 Kilogramm. 2006 gewann er eine Bronzemedaille bei den Juniorenweltmeisterschaften in Santo Domingo. 2007 und 2008 erkämpfte er jeweils Bronze bei den U23-Europameisterschaften. Bei den Europameisterschaften 2009 in Tiflis bezwang er im Achtelfinale den Briten Euan Burton und im Viertelfinale den Deutschen Ole Bischof. Im Halbfinale unterlag er dem Russen Iwan Nifontow und auch den anschließenden Kampf um Bronze gegen den Georgier Lewan Ziklauri verlor Clerget, der damit den fünften Platz belegte. Im gleichen Jahr belegte er den siebten Platz bei den Weltmeisterschaften in Rotterdam und den fünften Platz bei den U23-Europameisterschaften. Nach zwei schwächeren Jahren belegte er den siebten Platz bei den Europameisterschaften 2012 in Tscheljabinsk.
Im Sommer 2012 wechselte Clerget ins Mittelgewicht, die Gewichtsklasse bis 90 Kilogramm. 2013 belegte er den dritten Platz bei den Mittelmeerspielen in Mersin. 2014 gewann er die African Open in Casblanca, 2015 in Minsk die European Open. 2016 belegte Clerget hinter dem Serben Aleksandar Kukolj den zweiten Platz beim Grand-Slam-Turnier in Abu Dhabi, fünf Wochen später verlor der Franzose auch das Finale beim Grand-Slam-Turnier in Toikio gegen Kukolj. Anfang 2017 war er hinter dem Chinesen Cheng Xunzhao Zweiter beim Grand Slam in Paris. Bei den Europameisterschaften 2017 in Warschau bezwang er im Achtelfinale den Esten Mattias Kuusik und im Viertelfinale den Serben Nemanja Majdov. Nach seinem Halbfinalsieg über den Russen Chussein Chalmursajew traf er im Finale ein weiteres Mal auf Aleksandar Kukolj, der dann auch den Titel gewann. Bei den Weltmeisterschaften 2017 schied Clerget frühzeitig gegen den Tschechen David Klammert aus, bei den Europameisterschaften 2018 verlor er seinen ersten Kampf gegen den Russen Michail Igolnikow. Im September 2018 fanden in Baku die Weltmeisterschaften 2018 statt. Clerget bezwang im Achtelfinale Chussein Chalmursajew und im Viertelfinale den Tadschiken Komronschoh Ustopirijon. Im Halbfinale unterlag er dem Kubaner Iván Felipe Silva, den Kampf um Bronze gewann Clerget gegen den Deutschen Eduard Trippel. Anfang 2019 gewann Clerget das Grand-Prix-Turnier in Tel Aviv. Die Judo-Europameisterschaften 2019 fanden im Rahmen der Europaspiele 2019 in Minsk statt. Im Einzelwettbewerb schied Clerget im Achtelfinale gegen den Niederländer Noël van ’t End aus, im Mannschaftswettbewerb gewann die französische Mannschaft eine Bronzemedaille. Bei den Weltmeisterschaften 2019 in Tokio bezwang Clerget in der zweiten Runde den spanischen Titelverteidiger Nikoloz Sherazadishvili. Im Viertelfinale unterlag er Noël van ’t End. Mit Siegen über Mammadali Mehdiyev aus Aserbaidschan und Marcus Nyman aus Schweden erkämpfte Clerget eine Bronzemedaille. Zwei Jahre später bei den Olympischen Spielen in Tokio unterlag Clerget im Achtelfinale dem Niederländer Noël van ’t End. Im Mixed-Mannschaftswettbewerb gewann die französische Mannschaft durch einen Finalsieg über die Japaner die Goldmedaille.